# Bracquetuit
Bracquetuit település Franciaországban, Seine-Maritime megyében. Lakosainak száma 333 fő (2022. január 1.). Bracquetuit La Crique, Étaimpuis, Grigneuseville, Montreuil-en-Caux és Saint-Victor-l’Abbaye községekkel határos.

## Népesség
A település népességének változása:
| Lakosok száma | 344  | 341  | 345  | 336  | 330  | 329  | 330  | 332  | 333  |
|               | 2013 | 2015 | 2016 | 2017 | 2018 | 2019 | 2020 | 2021 | 2022 |